# Vanosenjärvi
Vanosenjärvi är en sjö i Finland. Den ligger i kommunen Mäntyharju i landskapet Södra Savolax, i den södra delen av landet, 170 km nordost om huvudstaden Helsingfors. Vanosenjärvi ligger 86,7 meter över havet. Arean är 4,02 kvadratkilometer och strandlinjen är 25,8 kilometer lång. Sjön  ingår i Vuoksens huvudavrinningsområde.   I omgivningarna runt Vanosenjärvi växer i huvudsak barrskog.
I övrigt finns följande i Vanosenjärvi:
- Hetra (en ö)
- Selkäsaari (en ö)
- Tervasaari (en ö)
- Kalsonsaari (en ö)
- Konttisaari (en ö)
- Sorsasaaret (en ö)
- Karssaari (en ö)
- Suursaari (en ö)
- Surmasaari (en ö)
- Kalliosaari (en ö)
- Rahesaari (en ö)